# Demonstrativní výčet
Demonstrativní výčet (též příkladmý výčet nebo exemplifikativní výčet) jistých podmínek nebo jiných prvků v části určitého právního předpisu znamená, že jde o výčet neúplný, jenž obsahuje několik typických prvků. Daná právní norma tedy působí i v případě splnění jiných podmínek či i vůči jiným prvkům. Demonstrativní výčet lze odvodit, pokud jsou v textu použity slova jako „například“, „a podobně“ nebo „zejména“; slovem „zejména“ pak zákonodárce vymezuje prvky či podmínky pro danou právní normu typické, tudíž jiné prvky či podmínky by měly být obdobné již uvedeným. Opakem demonstrativního výčtu je výčet taxativní, přičemž platí, že pokud nelze daný výčet jako demonstrativní odvodit, jde vždy o výčet taxativní.
Např. v § 41 českého trestního zákoníku je uveden výčet celkem 15 polehčujících okolností, ke kterým má soud při určování výměry trestu přihlédnout. Díky slovu „zejména“ jde o výčet demonstrativní a soud proto může jako polehčující vzít i jinou okolnost, která vyšla najevo, která ale zároveň musí odpovídat okolnostem v zákoně uvedeným.